# 馬達加斯加副熱鯛
馬達加斯加副熱鯛，為輻鰭魚綱鱸形目隆頭魚亞目慈鯛科的其中一種，被IUCN列為瀕危保育類動物，分布於非洲馬達加斯加淡水流域，棲息在中底層水域，生活習性不明。

## 擴展閱讀
維基物種上的相關：馬達加斯加副熱鯛